# Cap de setmana
El cap de setmana és el període entre les últimes hores laborals i el primer dia de feina. Normalment s'utilitza per englobar el dissabte i el diumenge. Abans s'utilitzava únicament pel diumenge puix que era l'únic dia de descans setmanal.